# ناوشکن کلاس لافوری (۱۹۱۳)
دیسترویر کلاس لافوری (۱۹۱۳) (به انگلیسی: Laforey-class destroyer (1913)) یک کلاس از کشتی است که طول آن ۲۶۹ فوت (۸۲٫۰ متر) می‌باشد.